# Gymnasium Bad Nenndorf
Die Europaschule Gymnasium Bad Nenndorf (GBN) ist eines von insgesamt fünf Gymnasien im Landkreis Schaumburg und befindet sich im Osten des Landkreises in der Kleinstadt Bad Nenndorf. Seit August 2005 ist es eine Ganztagsschule. Seit dem 26. Mai 2001 trägt die Schule die Bezeichnung Europaschule.

## Geschichte
Ihre Wurzeln hat die Schule in der Privatrealschule von Bad Nenndorf, die 1921 auf Initiative von Bad Nenndorfer und Helsinghäuser Bürgern gegründet wurde. Unterrichtet wurde zunächst in einem Gasthaus mit teils alt gekauften, teils geliehenem Mobiliar. 1933 zog die Schule in ein gekauftes Haus in der Bahnhofsstraße 19 um. Nach dem Zweiten Weltkrieg wurde das alte Schulgebäude von britischen Besatzungstruppen im Zuge eines militärischen Sperrgebietes in der Stadt beschlagnahmt. Um den Unterricht weiterführen zu können, wich man in Noträume aus.
Im Jahr 1956 wurde die Schule als staatliches Gymnasium anerkannt, die Klassenstufen 11 bis 13 wurden eingerichtet. 1959 wurde schließlich das erste Abitur abgenommen. 1960 zog das Gymnasium in ein neues Gebäude an der Bahnhofsstraße um. 1977 folgte ein erneuter Umzug in das jetzige Gebäude an der Horster Straße 42. 2001 wurde das Gymnasium Europaschule und ein Anbau samt einer neuen Cafeteria und einer neuen Bibliothek wurden eingeweiht. Nach der Abschaffung der Orientierungsstufe in Niedersachsen wurden die Jahrgänge 5 und 6 in das Gymnasium integriert, allerdings aus Platzgründen im Nebengebäude in der Bahnhofstraße untergebracht. 2017 wurde ein weiterer Anbau vorgenommen, um auch die jüngeren Jahrgänge im Hauptgebäude unterrichten zu können. Zudem wurde im Zusammenhang mit den Bauarbeiten am Anbau ein „Oberstufenraum“ eingerichtet, in dem Schüler ab der 11. Klasse ungestört arbeiten können.
Die Schule verfügt über ein eigenes WLAN, E-Mail Server, sowie über Whiteboards, Laptops in fast jedem Klassenraum und zwei Computerräume.
Jährlich am 28. Februar findet der Tag der offenen Tür statt.

## Partnerschaften
Das GBN verfügt sowohl über mathematisch-naturwissenschaftliche als auch über fremdsprachliche Partnerschaften. Zum einen ist die Schule Mitglied im Verein MINT-EC e.V., einem Zusammenschluss von Schulen in ganz Deutschland mit mathematisch-naturwissenschaftlichem Schwerpunkt. Es besteht außerdem eine gute Kooperation mit der Universität Hannover, so dass Schüler der Oberstufe dort Praktika absolvieren und Facharbeiten oder besondere Lernleistungen anfertigen. Zum anderen ist die Schule Mitglied im Comenius-Projekt, einem Gemeinschaftsprojekt europäischer Schulen zu bestimmten Themen. Außerdem können die Schüler ein staatliches, französisches Sprachdiplom (DELF/DALF) im Rahmen einer AG erwerben, mit dem der Zugang zu französischen Hochschulen offen ist. Auf die Schüler der Oberstufe zielt die Schülerakademie SHG ab, in der gesellschaftsbezogene Themen behandelt werden.

## Schüleraustausch
Das GBN unterhält zu vier europäischen Schulen Austauschprogramme, die möglichst jährlich stattfinden. In England hat man Kontakt mit der Graveney School in London. Auf eine bereits seit 1963 bestehende Partnerschaft kann das Gymnasium mit dem Lycée Albert Triboulet in Romans-sur-Isère (Südfrankreich) zurückblicken. Außerdem existiert ein Projekt der internationalen Jugendbegegnung, das sich der Auseinandersetzung mit der Shoa widmet. Dieses Projekt wird in Zusammenarbeit mit der Partnerschule in Krakau in Polen und Deutschland durchgeführt, zuletzt auch mit Schülern aus Jerusalem/Israel.
Seit 2010 pflegt das Gymnasium Bad Nenndorf zudem einen Schüleraustausch mit der chinesischen Millionenmetropole Chongqing und der dort beheimateten Chongqing Nankai Secondary School. Im Rahmen dieses jährlich stattfindenden Austauschs besuchen sich die Schülergruppen für jeweils 14 Tage und werden in Gastfamilien untergebracht. Ziel dieses Programms ist insbesondere der interkulturelle Austausch und das Kennenlernen fremder politischer und gesellschaftlicher Systeme.

## Bekannte Schüler
- Caro Cult (* 1994), Schauspielerin
- Hugo Dittberner (* 1944), Schriftsteller
- Tilman Kuban (* 1987), Politiker
- Britta Martin (* 1978), Triathletin und mehrfache Ironman-Siegerin
- Patricia Schlesinger (* 1961), Journalistin und Fernsehmoderatorin
- Ryk (Rick Jurthe) (* 1989), Sänger, Komponist und Musikproduzent